# شازام سافین
شازام سافین (روسی: Шазам Серге́евич Сафин؛ ۷ آوریل ۱۹۳۲ – ۲۳ مارس ۱۹۸۵) کشتی‌گیر تاتار تبار اهل اتحاد جماهیر شوروی سوسیالیستی بود.